# Rue de Nancy
Pour rues de Nancy, voir Liste des voies de Nancy.
La rue de Nancy est une voie du 10e arrondissement de Paris, en France.

## Situation et accès
Située dans le voisinage de la gare de l'Est, la rue de Nancy est une voie publique située dans le 10e arrondissement de Paris. Elle débute au 35, boulevard de Magenta et se termine au 86, rue du Faubourg-Saint-Martin.

## Origine du nom
Elle porte le nom de la ville de Nancy chef-lieu du département de Meurthe-et-Moselle. 

## Historique
Une voie suivant le tracé de l’actuelle rue de Nancy est visible sur le plan de Gomboust en 1652.
La rue de Nancy faisait partie de la « rue des Marais » et, plus anciennement, de la « rue des Marais-du-Temple », qui se prolongeait par l'actuelle place Jacques-Bonsergent dans l’actuelle rue Albert-Thomas dont elle a été séparée par la percée du boulevard de Magenta.
Elle a pris sa dénomination actuelle par arrêté du 23 janvier 1930, en raison de sa proximité avec la gare de Paris-Est qui dessert cette ville du Grand Est.